# Maga Magazinović
Marija Maga Magazinović (1882-1968) était une bibliothécaire et journaliste serbe. D'autre part, dans un pays où le ballet a fait son apparition beaucoup plus tardivement qu'ailleurs en Europe de l'Ouest ou en Russie, Maga Magazinović est considérée comme la fondatrice du ballet moderne serbe.

## Biographie
Maga Magazinović naît à Užice en 1882. Formée à la Faculté de philosophie de l'université de Belgrade, dans la classe du professeur de philosophie Branislav Petronijević et diplômée en 1904, elle a été la première bibliothécaire de la Bibliothèque nationale de Serbie, ainsi que la première femme journaliste dans le journal Politika.
En 1909, elle part pour Berlin, où elle apprend l'allemand et étudie l'histoire de l'art. Elle étudie également le ballet avec Max Reinhardt et la ballerine Isadora Duncan.
Maga Magazinović a été la première à pratiquer la danse et le ballet moderne en Serbie, avant même que le ballet classique n'y fasse son apparition tardive.